# Laurentius Nicolaas Deckers
Laurentius Nicolaas Deckers (Heeze, 14 februari 1883 – Den Haag, 1 januari 1978) was een Nederlands politicus.
Deckers was een katholiek politicus en landbouwvoorman. Hij kwam uit de kring van de Boerenleenbank. Hij was eerst landbouwspecialist van de RKSP-fractie en later defensie-woordvoerder. Als minister van Defensie in het derde kabinet-Ruijs de Beerenbrouck was hij in 1933 verantwoordelijk voor het bombarderen van het pantserschip 'De Zeven Provinciën' na een muiterij op dat schip. In het derde kabinet-Colijn was hij minister van Landbouw. Nadien was Deckers fractievoorzitter en in die functie in 1939 verantwoordelijk voor het direct wegsturen van het kabinet-Colijn V. Hij sloot zijn publieke loopbaan af als staatsraad. Hij was lid van de Raad van State tot 1958.

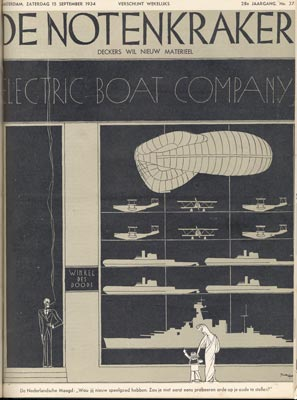
Spotprent in De Notenkraker van 15 september 1934: Deckers wil nieuw materieel. De Nederlandsche Maagd: "Wou jij nieuw speelgoed hebben. Zou je niet eerst eens probeeren orde op je oude te stellen?".

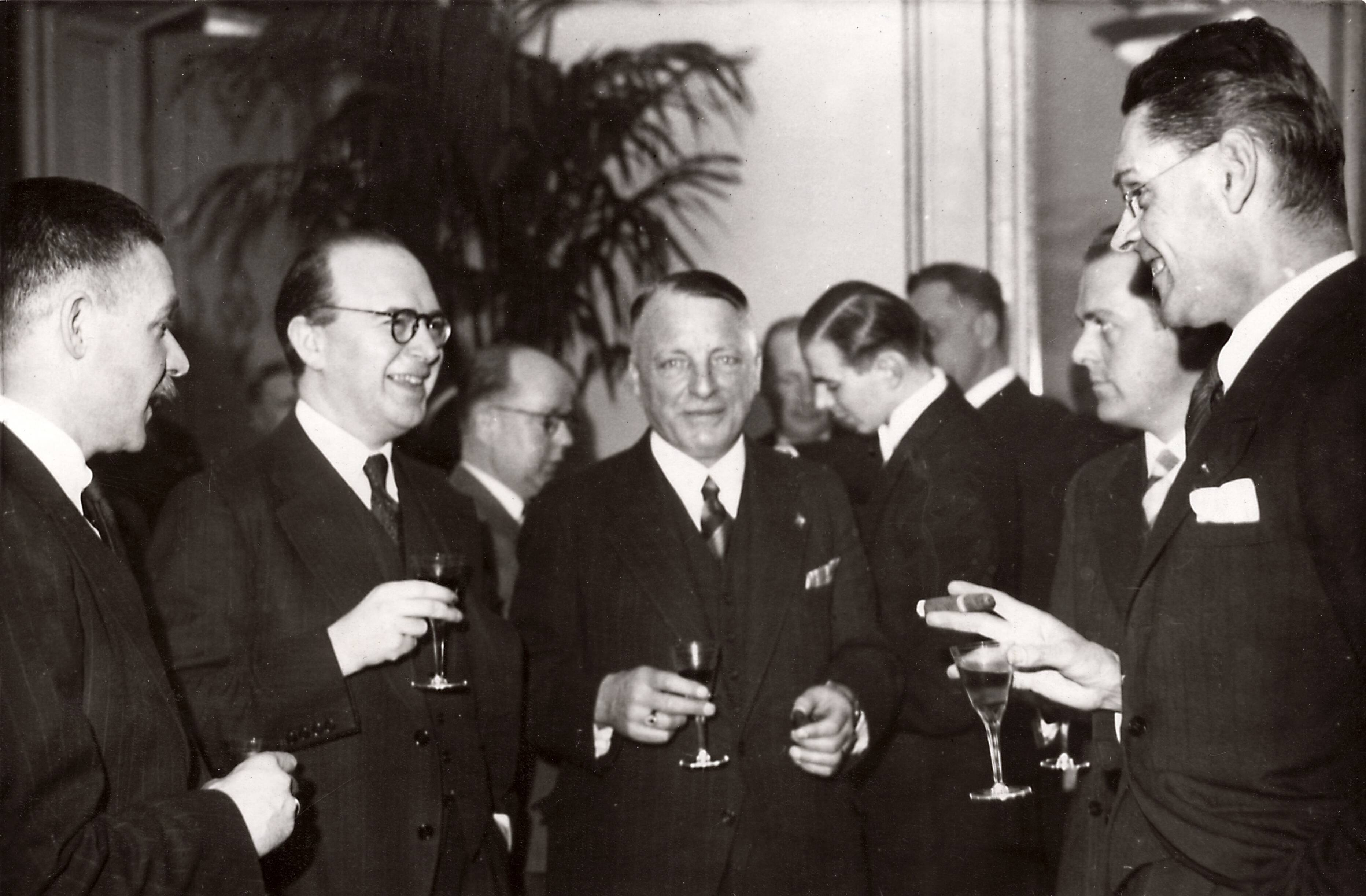
V.l.n.r.: Linthorst Homan, Hirschfeld, Deckers, onbekenden en Tobie Goedewaagen (april 1941)

## Onderscheidingen
- Ridder in de Orde van de Nederlandse Leeuw
- Officier in de Orde van Oranje-Nassau
- Grootkruis in de Orde van de Kroon
- Grootkruis in de Orde van de Eikenkroon
- Ridder der Eerste klasse in de Orde van Glorie
- Grootkruis in de Orde van de Italiaanse Kroon
- Grootkruis in de Orde Polonia Restituta
- Ridder der Vierde klasse in de Orde van Burgerlijke Verdienste
- Officier in de Orde van Leopold II
- Ereteken voor Verdienste voor het Rode Kruis
- Medaille van het Rode Kruis van Hongarije